# دانتي امارال
دانتي غيماريش سانتوس دو امارال (بالإنجليزية: Dante Guimarães Santos do Amaral) المعروف امارال ، من مواليد 30 سبتمبر 1980، وهو لاعب كرة طائرة برازيلي، لعب مع منتخب البرازيل لكرة الطائرة. دانتي هو أيضا عضو في فريق الوطني للكرة الطائرة للرجال في البرازيل منذ عام 1999. امارال من بين الألقاب فقد فاز مع البرازيل على الميدالية الذهبية الاولمبية في بطولة العالم لعام 2004 في عام 2002 عام 2006 وفي كلتا الألعاب الأولمبية لعام 2004 و 2006 بطولة العالم.

## الجوائز والالقاب

### الفردية
- أفضل لاعب - كأس العالم لكرة الطائرة للرجال 2007
- أفضل لاعب - بطولة العالم لكرة الطائرة للرجال 2006

## وصلات خارجية
- دانتي امارال على موقع الاتحاد الأوروبي (الإنجليزية)
- دانتي امارال على موقع عالم الكرة الطائرة (الإنجليزية)
- دانتي امارال على موقع دوري الدرجة الأولى الإيطالي للكرة الطائرة - رجال (الإيطالية)
- دانتي امارال على موقع الدوري الياباني (مؤرشف) (اليابانية)
- دانتي امارال على موقع اللجنة الأولمبية الدولية (الإنجليزية)
- دانتي امارال على موقع أوليمبيديا (الإنجليزية)
- دانتي امارال على موقع اللجنة الأولمبية البرازيلية (البرتغالية)

- FIVB Profile